# Tentación
Tentación, est une telenovela chilienne diffusée entre septembre 2004 et février 2005 par Canal 13.

## Distribution

### Cast
- Héctor Noguera - Julián Domínguez
- Sigrid Alegría - Bárbara Urrutia
- Felipe Braun - Gabriel Ortiz / Diego Sánchez - Protagoniste antagónique
- María Izquierdo - Valeria Domínguez
- Cristián Campos - Marcos Donoso
- Maricarmen Arrigorriaga - Antonia Domínguez
- María José Prieto - Tania Donoso
- Katty Kowaleczko - Paula Sandoval
- Mariana Loyola - Camila Valdés
- Diego Muñoz - Vicente Urrutia
- Esperanza Silva - Regina Domínguez
- Liliana Ross - Sofía Stewart - Villain
- Carolina Varleta - Ana Maria "Anita" García
- Claudia Burr - Matilde García/ Matilde Cifuentes
- Aranzazú Yankovic - Cecilia Donoso
- Alex Zisis - Guillermo García
- Alejandro Castillo - Gonzalo Cifuentes
- Paulina Urrutia - Dominga Jiménez - Main Villain (†)
- Berta Lasala - Giovanna Garini
- Nicolás Saavedra - Enzo Bispontti
- Rodrigo Bastidas - Renato Miranda
- Marcela Medel - Milagros Yáñez
- Gloria Laso - Elena Canales
- Carlos Díaz - Flavio Torres
- Daniel Alcaíno - Angelo Bispontti
- Teresa Munchmeyer - Charo Cabellos
- Anibal Reyna - Pietro Bispontti
- Catherine Mazoyer - Rafaella Bispontti
- César Sepúlveda - Nicolás Donoso
- Pedro Villagra - Claudio Urrutia
- Romeo Singer - Victor Hugo Infante
- Catalina Olcay - Esperanza Yáñez
- Sergio Silva - Arturo "Tuto" Figueroa
- Nicolás Poblete - Ramón Urrutia
- Paula Valdivieso - Susana Donoso
- Matias González - Santiago "Chago" Cifuentes
- José Jiménez - Martín Urrutia
- Simone González - Javiera Donoso

### Apparitions spéciales
- Aldo Bernales - Fito - Villain
- Patricia Guzmán - Manuela Cueto
- Alejandro Trejo - Rafael - Villano (†)
- Gonzalo Valenzuela - Gabriel Ortiz
- Vanessa Miller - Sofía Stewart (Jeune)
- Willy Semler - Bruno
- Juan Pablo Bastidas - Osciel Del Canto
- Arnaldo Berríos - Segundo Sánchez (†)
- Carlos Osorio - Juan Cristóbal
- Karla Simunovic - Colomba
- Fernando Castro

## Émissions dans d'autres pays
- Canal 13 : du lundi au vendredi à 20 h
- Latinoamerica Television
- TC Televisión
- TVO